# Заслуженный работник экономики Республики Армения
Заслуженный работник экономики Республики Армения (арм. Հայաստանի Հանրապետության տնտեսության  վաստակավոր աշխատող) — почётное звание Армении. Звание присваивает Президент Республики Армения работникам сфер промышленности, строительства, транспорта, связи, сельского хозяйства, охраны природы, энергетики имеющим не менее чем 15-летний опыт работы и высокую квалификацию за видную практическую деятельность, большие заслуги в области подготовки и воспитания кадров.